# Johann Haberl
Johann Haberl (* 27. Dezember 1876 in Weinpolz; † 1. Dezember 1962 in Waidhofen an der Thaya) war ein österreichischer Politiker (CSP) und Gasthofbesitzer. Er war von 1921 bis 1927 Abgeordneter zum Landtag von Niederösterreich.

## Leben
Haberl besuchte die Volksschule und war danach im elterlichen Betrieb tätig. Er kaufte 1908 ein Gasthaus in Waidhofen an der Thaya und war während des Ersten Weltkriegs zwischen 1914 und 1918 dienstverpflichtet. Er gründete die landwirtschaftliche Genossenschaft Waidhofen, der er auch als Obmann vorstand und war von 1922 bis 1938 Obmann der Bezirksbauernkammer. Mit 1945 war er erneut Obmann der Bezirksbauernkammer.

## Politik
Haberl vertrat zwischen dem 11. Mai 1921 und dem 20. Mai 1927 im Landtag die Christlichsoziale Partei. Er war von 1934 bis 1938 Bürgermeister von Waidhofen an der Thaya. Nach der Machtübernahme der Nationalsozialisten wurde Haberl vorübergehend inhaftiert. Nach dem Zweiten Weltkrieg war er zwischen 1945 und 1950 als Vizebürgermeister aktiv. 

## Auszeichnungen
- Jahr (?) Ehrenbürger des Stadtgemeinde Waidhofen an der Thaya.